# Choroušky
Choroušky je malá vesnice, část obce Chorušice v okrese Mělník. Nachází se asi 0,5 km na severozápad od Chorušic. Je zde evidováno 18 adres. Trvale zde žije 24 obyvatel.
Choroušky je také název katastrálního území o rozloze 2,78 km2.

## Pamětihodnosti
- Usedlost čp. 5, klasicistní obytná část patrová s novobarokním balkonem, barokizující brána z roku 1843.
- Usedlost čp. 7, obytná část patrová ve stylu eklektického historismu.
- Chalupa čp. 8, patrová s nádvorní pavlačí, vystavěna 1727 (pamětní nápis).